# Pelastoneurus unguiculatus
Pelastoneurus unguiculatus är en tvåvingeart som först beskrevs av Aldrich 1896.  Pelastoneurus unguiculatus ingår i släktet Pelastoneurus och familjen styltflugor. Inga underarter finns listade i Catalogue of Life.